# Oczytków
Oczytków (ukr. Очитків) – wieś na Ukrainie w rejonie oratowskim obwodu winnickiego.